# Franz von Thun und Hohenstein

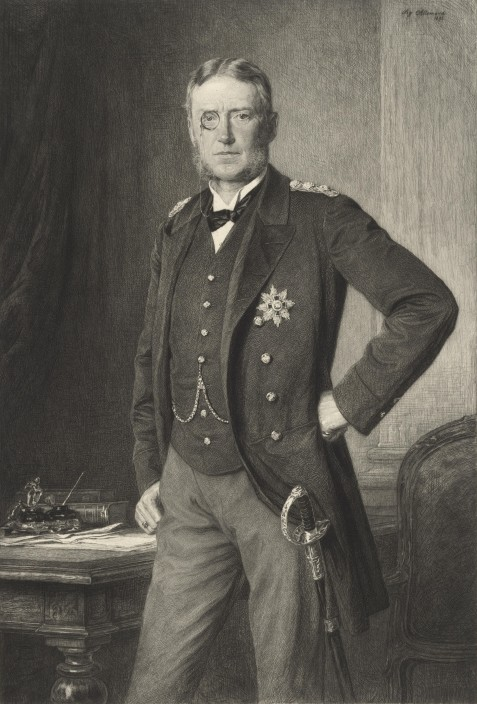
Franz von Thun und Hohenstein in 1893

Graaf, sinds 1911 vorst, Franz Anton von Thun und Hohenstein (Tetschen, 2 september 1847 - aldaar, 1 november 1916) was een Oostenrijks-Hongaars staatsman. Hij was verschillende jaren statthalter (keizerlijk gouverneur) van Bohemen en kortstondig minister-president van Cisleithanië.

## Biografie
Hij was een telg uit het adellijke geslacht Von Thun und Hohenstein en een zoon van Friedrich Graf von Thun und Hohenstein (1810-1881), erfelijk lid van het Oostenrijkse Herenhuis. Na zijn rechtenstudies aan de Universiteit van Wenen trad Thun als "eenjarig vrijwilliger" in het Oostenrijks-Hongaarse leger. Sinds 1879 was hij afgevaardigde in de Rijksraad voor de Vereniging van conservatieve grondbezitters. Na het overlijden van zijn vader in 1881 werd hij lid van het Herenhuis, het Oostenrijkse hogerhuis.
In maart 1889 werd hij aangesteld tot statthalter van Bohemen en had hierbij als voornaamste opgave het bewerkstelligen van verzoening tussen de etnisch Duitse en Tsjechische bevolking. Hij stuitte hierbij echter op weerstand van de Duitstalige bevolking in Bohemen, alsook van de "Jonge Tsjechen", die voor een Tsjechisch reveil streden. Onder invloed van de oplopende spanningen en het aantreden van de door de Jonge Tsjechen gesteunde graaf Badeni als minister-president, legde Thun zijn ambt neer in 1896. 
Van maart 1898 tot oktober 1899 was hij k.k. minister-president en binnenlandminister, maar ook in deze functie stond de Duits-Tsjechische taalstrijd centraal. Tevergeefs probeerde hij hiervoor via aan wettelijk kader een regeling te treffen. Zijn ambtstermijn werd gekenmerkt door obstructie in de Rijksraad door de Duits-Nationale partijen, die zich tegen Badeni's taalwetten kantten, volgens dewelke Boheemse ambtenaren zowel Tsjechisch als Duits moesten kennen.
In 1911 werd Thun opnieuw statthalter van Bohemen en verleende de keizer hem bovendien de titel van vorst. Hoewel de legerleiding onder aartshertog Frederik en generaal Conrad pleitte voor een militair bestuur van Bohemen, stelden keizer Frans Jozef I en minister-president Stürgkh zich achter het verzoenende beleid van Thun. 
Nadat hij in 1915 ziek werd ten gevolge van een oogaandoening, trad Thun af. In 1916 overleed hij op zijn kasteel in Tetschen.
Beust · K. von Auersperg · Taaffe · Plener · Hasner von Artha · Potocki · Hohenwart · Holzgethan · A. von Auersperg · Stremayr · Taaffe · Windisch-Graetz · Kielmansegg · Badeni · Gautsch von Frankenthurn · Thun ·  Clary-Aldringen · Wittek · Koerber · Gautsch von Frankenthurn · Hohenlohe-Schillingsfürst · Beck · Bienerth-Schmerling · Gautsch von Frankenthurn · Stürgkh · Koerber · Clam-Martinic · Seidler von Feuchtenegg · Hussarek von Heinlein · Lammasch